# Mistrzostwa Europy w Lekkoatletyce 1971 – sztafeta 4 × 400 m kobiet
Sztafeta 4 × 400 metrów kobiet była jedną z konkurencji rozgrywanych podczas X Mistrzostw Europy w Helsinkach. Biegi eliminacyjne zostały rozegrane 14 sierpnia, a bieg finałowy 15 sierpnia 1971 roku. Zwycięzcą tej konkurencji została sztafeta Niemieckiej Republiki Demokratycznej w składzie: Rita Kühne, Ingelore Lohse, Helga Seidler i Monika Zehrt, która w finale ustanowiła rekord  świata czasem 3:29,28 s. W rywalizacji wzięło udział czterdzieści zawodniczek z dziesięciu reprezentacji.

## Rekordy
| Rekord świata     | Wielka Brytania · (Rosemary Stirling, Pat Lowe, Janet Simpson, Lillian Board) | 3:30,8 | Ateny, Grecja | 19.09.1969 |
| Rekord świata     | Francja · (Bernadette Martin, Nicole Duclos, Éliane Jacq, Colette Besson)     | 3:30,8 | Ateny, Grecja | 19.09.1969 |
| Rekord Europy     | Wielka Brytania · (Rosemary Stirling, Pat Lowe, Janet Simpson, Lillian Board) | 3:30,8 | Ateny, Grecja | 19.09.1969 |
| Rekord Europy     | Francja · (Bernadette Martin, Nicole Duclos, Éliane Jacq, Colette Besson)     | 3:30,8 | Ateny, Grecja | 19.09.1969 |
| Rekord mistrzostw | Wielka Brytania · (Rosemary Stirling, Pat Lowe, Janet Simpson, Lillian Board) | 3:30,8 | Ateny, Grecja | 19.09.1969 |
| Rekord mistrzostw | Francja · (Bernadette Martin, Nicole Duclos, Éliane Jacq, Colette Besson)     | 3:30,8 | Ateny, Grecja | 19.09.1969 |

## Wyniki

### Eliminacje
Bieg 1
| Miejsce | Reprezentacja   | Zawodniczki                                                               | Czas   | Uwagi |
| ------- | --------------- | ------------------------------------------------------------------------- | ------ | ----- |
| 1       | RFN             | Anette Rückes, Christel Frese, Hildegard Falck, Inge Bödding              | 3:34,7 | Q     |
| 2       | Wielka Brytania | Verona Bernard, Jannette Roscoe, Pat Lowe, Rosemary Stirling              | 3:35,0 | Q     |
| 3       | ZSRR            | Wira Popkowa, Nadieżda Kolesnikowa, Raisa Nikanorowa, Natalja Czistiakowa | 3:35,6 | Q     |
| 4       | Szwecja         | Eva-Charlotte Malmström, Ann Larsson, Elisabeth Randerz, Karin Lundgren   | 3:37,2 | Q     |
| 5       | Austria         | Gerlinde Massing, Karoline Käfer, Sonja Termoth, Maria Sykora             | 3:40,8 | NR    |

Bieg 2
| Miejsce | Reprezentacja | Zawodniczki                                                                 | Czas   | Uwagi |
| ------- | ------------- | --------------------------------------------------------------------------- | ------ | ----- |
| 1       | NRD           | Rita Kühne, Ingelore Lohse, Helga Seidler, Monika Zehrt                     | 3:34,2 | Q     |
| 2       | Francja       | Monique Noirot, Nicole Duclos, Bernadette Martin, Colette Besson            | 3:35,6 | Q     |
| 3       | Polska        | Bożena Zientarska, Elżbieta Skowrońska, Danuta Piecyk, Krystyna Hryniewicka | 3:37,5 | Q     |
| 4       | Finlandia     | Mona-Lisa Strandvall, Riitta Hagman, Ruth Lindfors, Marika Eklund           | 3:41,2 | Q     |
| 5       | Bułgaria      | Iwanka Wenkowa, Stefka Jordanowa, Tonka Petrowa, Swetła Złatewa             | 3:43,3 |       |

### Finał
| Miejsce | Reprezentacja   | Zawodniczki                                                                 | Czas    | Uwagi |
| ------- | --------------- | --------------------------------------------------------------------------- | ------- | ----- |
| 1       | NRD             | Rita Kühne, Ingelore Lohse, Helga Seidler, Monika Zehrt                     | 3:29,28 | WR    |
| 2       | RFN             | Anette Rückes, Christel Frese, Hildegard Falck, Inge Bödding                | 3:33,04 |       |
| 3       | ZSRR            | Raisa Nikanorowa, Wira Popkowa, Nadieżda Kolesnikowa, Natalja Czistiakowa   | 3:34,11 |       |
| 4       | Wielka Brytania | Verona Bernard, Jannette Roscoe, Pat Lowe, Rosemary Stirling                | 3:34,52 |       |
| 5       | Polska          | Bożena Zientarska, Elżbieta Skowrońska, Danuta Piecyk, Krystyna Hryniewicka | 3:35,28 | NR    |
| 6       | Szwecja         | Eva-Charlotte Malmström, Ann Larsson, Elisabeth Randerz, Karin Lundgren     | 3:37,09 |       |
| 7       | Finlandia       | Mona-Lisa Strandvall, Riitta Hagman, Ruth Lindfors, Marika Eklund           | 3:37,21 | NR    |
| –       | Francja         | Monique Noirot, Nicole Duclos, Bernadette Martin, Colette Besson            | DNF     |       |